# Бакуніно (Нижньогородська область)
Бакуніно (рос. Бакунино) — присілок в Городецькому районі Нижньогородської області Російської Федерації.
Населення становить 41 особу. Входить до складу муніципального утворення Ніколо-Погостинська сільрада.

## Історія
Від 2009 року входить до складу муніципального утворення Ніколо-Погостинська сільрада.

## Населення
| 2002 | 2010 |
| ---- | ---- |
| 62   | ↘41  |